# Geheime Leiden

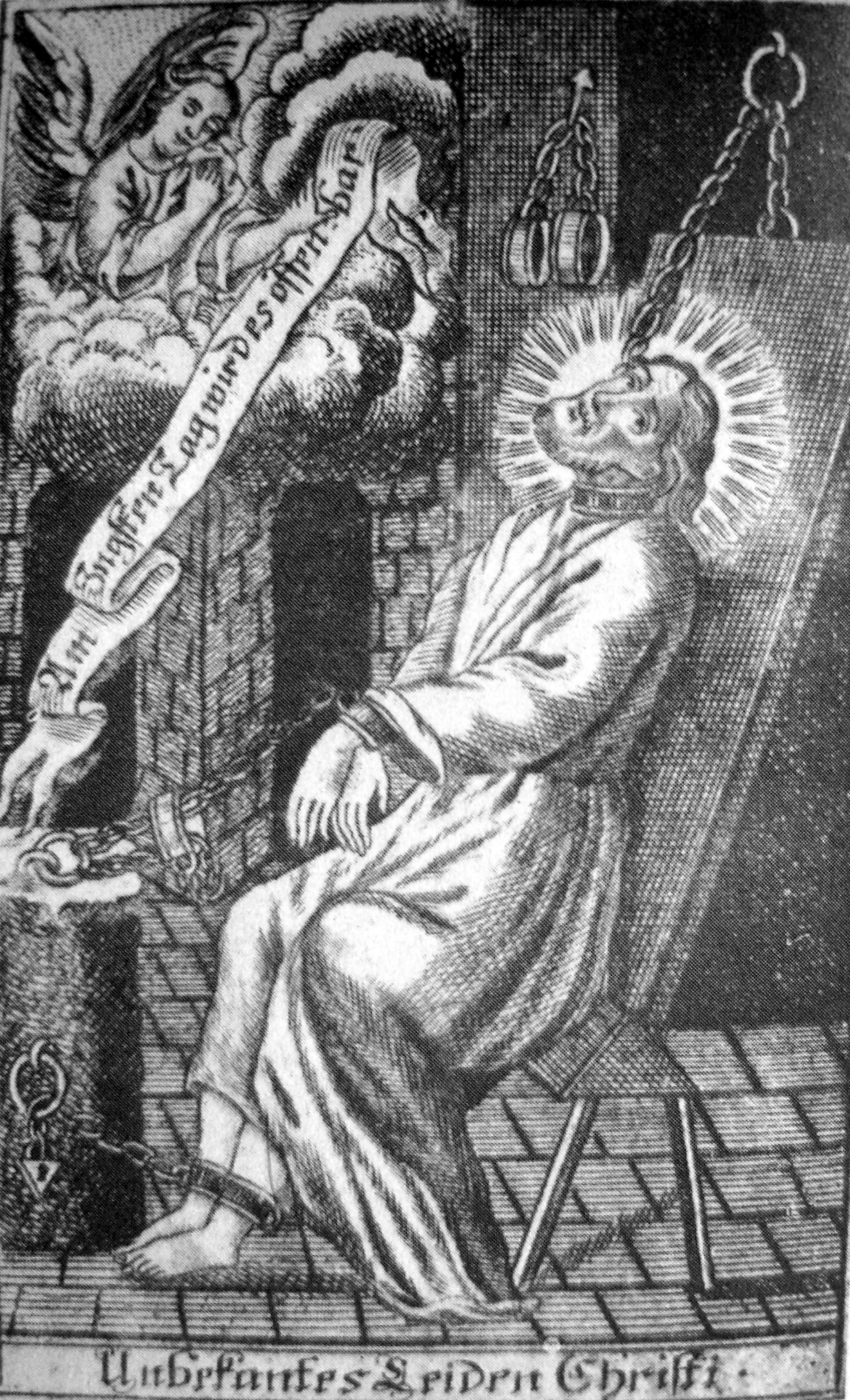
Christus im Kerker auf dem Dreikant, 18. Jahrhundert.

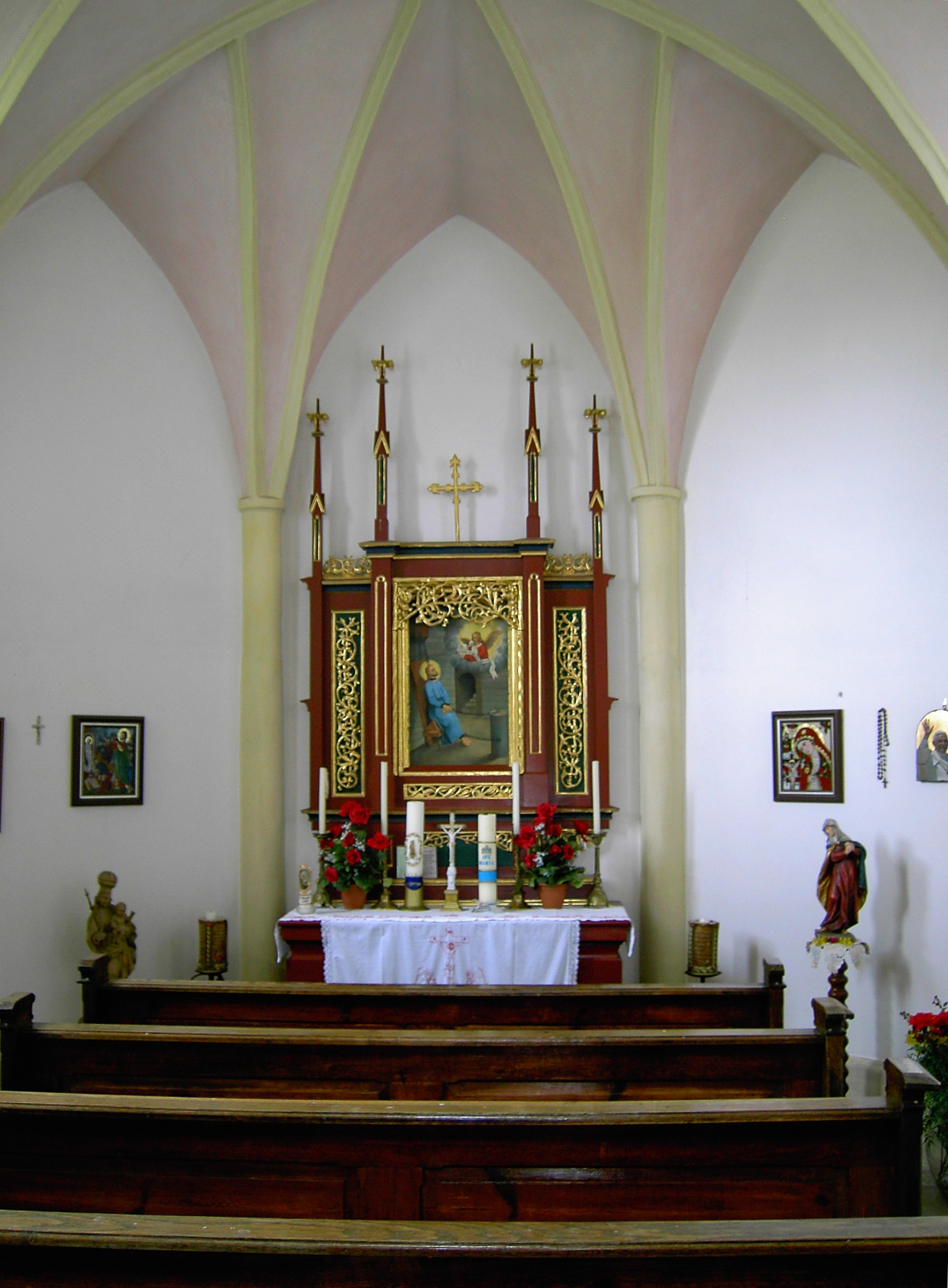
Altarbild der Kapelle zum Heiligen Leiden in Loiching, Christus auf dem Dreikant

Als geheime Leiden werden in der neutestamentlichen Passionsgeschichte nicht enthaltene, gleichsam unbekannte und nur über Privatoffenbarungen niedergeschriebene Leiden Jesu Christi bezeichnet.
Die Ansicht, die Überlieferung durch die Evangelisten sei lückenhaft, findet sich bereits bei den mittelalterlichen Scholastikern (Anselm von Canterbury: Dialogus c10: PL 159, 282C; Pseudo-Bonaventura: Meditationes 10: 121, 11–13 ed. Stallings). Besonders in den volkssprachlichen Schriften in den Niederlanden wird die Vorstellung im 15. Jahrhundert weiterentwickelt (Johannes Brugman: Leven van Jezus) und der Begriff von der heimelike passie im Titel einer anonymen Schrift erstmals verwendet.
Ihr Gedächtnis galt in der katholischen Volksfrömmigkeit des 17. und 18. Jahrhunderts als besonders wirksam zur Vergebung der Sünden. Man zählte dazu u. a. das Durchstoßen der Zunge („Sie durchstachen mich mit mancherlei Waffen“) und die Ankettung in Strecklage („Christus auf dem Dreikant“). Zum Thema sind zahlreiche Andachtsbilder und -schriften überliefert wie der Gebetszettel „Die 15 Geheimen Leiden“ in verschiedenen Fassungen, der angeblich auf eine Privatoffenbarung der Klarisse Magdalena Beutler († 1458) zurückgeht.
Die Beschäftigung der heiligen Crescentia mit den Kerkerleiden Christi erzeugte in ihrem Kreise eine erneute Aufmerksamkeit für die „geheimen Leiden“ und wird als Wurzelboden für die diesbezügliche Andacht und künstlerische Verarbeitung des Themas ab dem 18. Jahrhundert gesehen.